# Ville-Émard
Ville-Émard est un quartier populaire situé à environ six kilomètres du centre-ville de Montréal, localisé dans la partie sud-ouest de l'arrondissement du Sud-Ouest.

## Géographie
Le quartier est bordé au sud et à l'est par l'arrondissement de Verdun, à l'ouest par l'arrondissement LaSalle, au nord par l'arrondissement Côte-des-Neiges–Notre-Dame-de-Grâce et à l'est par le quartier Côte-Saint-Paul. Le quartier est accessible via la sortie du boulevard Angrignon de l'autoroute 20 et la sortie du boulevard De La Vérendrye de l'autoroute 15.

## Histoire
En 1535, le navigateur Jacques Cartier et ses compagnons sont les premiers Européens à passer à travers le territoire de ce qui est aujourd'hui nommé Ville-Émard : car c'est du Sault Saint-Louis que le pionnier s'est dirigé vers la bourgade de Hochelaga. En 1702, le territoire figure déjà sur une carte de l'île de Montréal, sous le nom de Côte-Saint-Paul. Dans les années 1800, c'est un coin de campagne tranquille, avec quelques fermes. En 1840, le premier maire de Montréal, Jacques Viger, décrit le site de la Côte-Saint-Paul, au sud du récemment achevé canal de Lachine. La période d'industrialisation du canal de Lachine a accéléré les changements dans ce comté rural.
Le quartier est incorporé en Village de la Côte-Saint-Paul en 1875. En 1908, le village est renommé Ville-Émard, pour Joseph-Ulric Émard, un promoteur immobilier qui, vers la fin du XIXe siècle, lotit une ferme pour fonder la petite ville de banlieue. Dès 1910, Ville-Émard est annexée à la ville de Montréal en même temps que la ville de Saint-Paul.

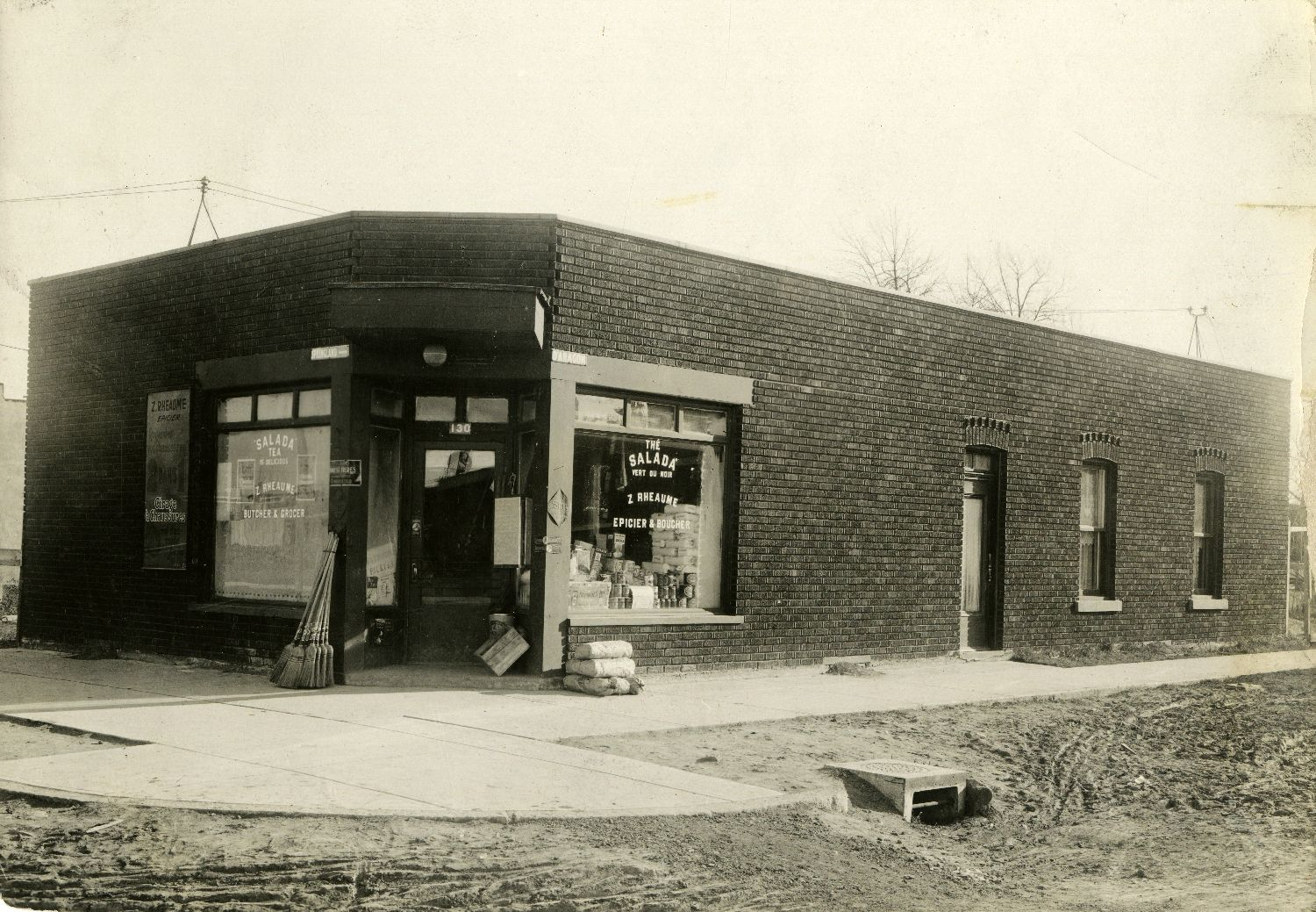
Épicerie, rues Springland et D'Aragon, 1910
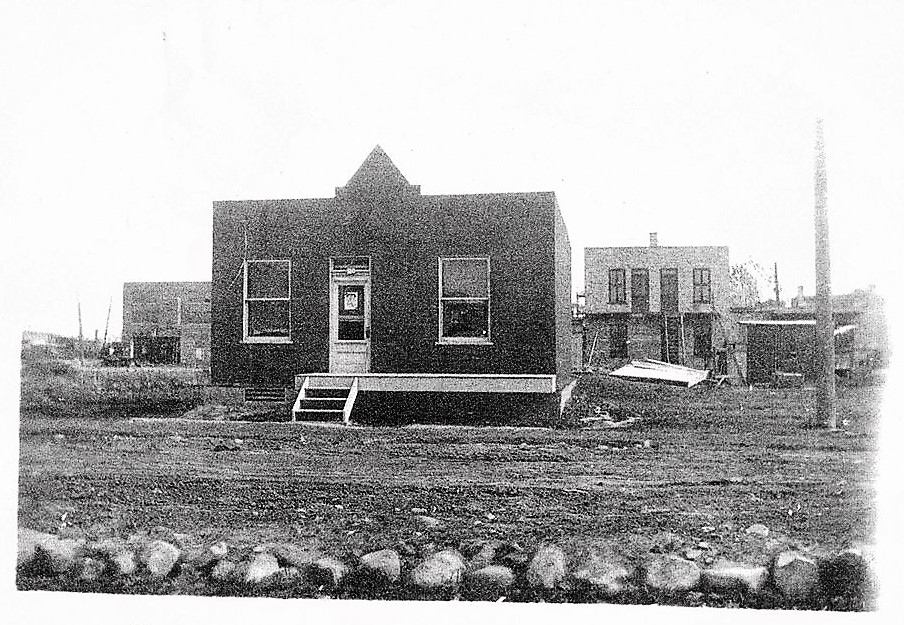
6694, rue Mazarin, 1915
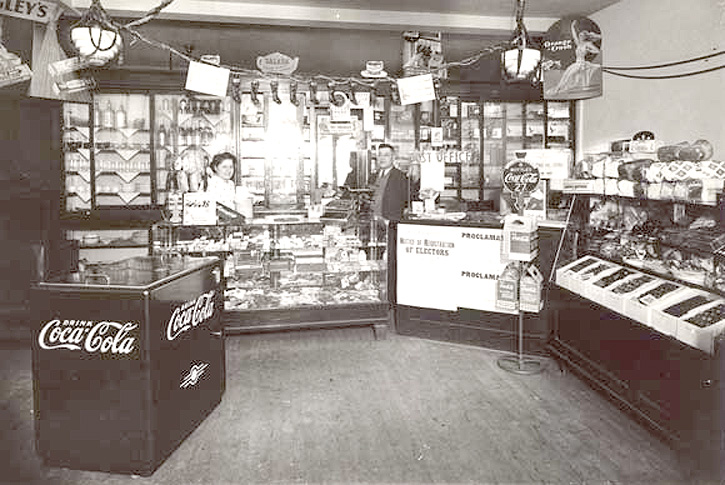
Magasin général de Paci et fille, boul. Monk, 1937
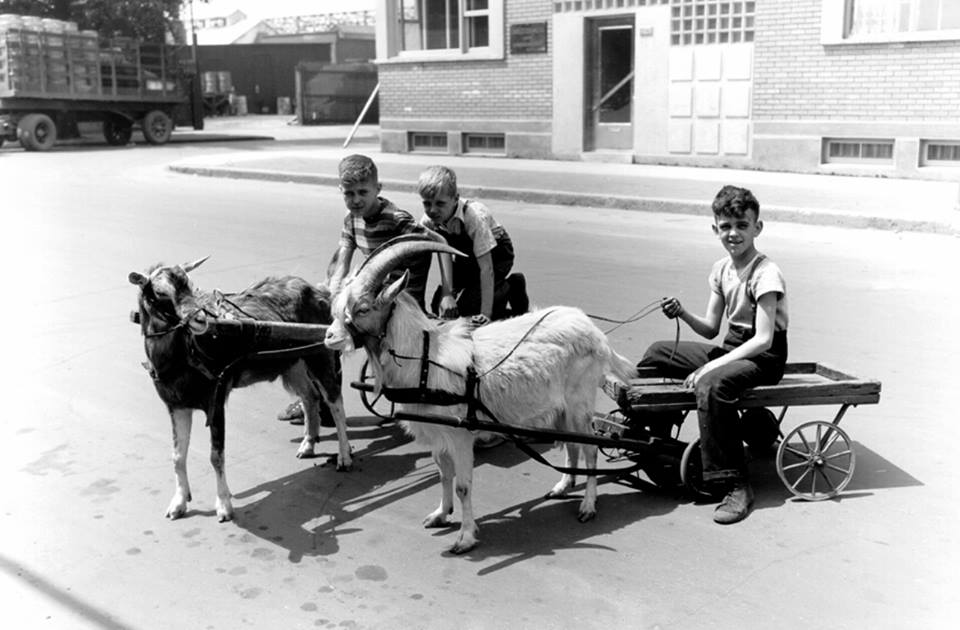
Rues Jacques-Hertel et Hamilton, 1948

Durant le XXe siècle, les industries et commerces de Ville-Émard se développent à un rythme florissant. En 1910, on compte un hôtel de ville, une station de pompiers, un bureau de poste, des jolies demeures et des commerces prospères. Le village est desservi par un magasin général (J.B. Hurteau) et un épicier-boucher à l'époque. Un Department Store ouvert en 1915 par Émery Sauvé fermera ses portes vers la fin des années 1970. Le parc Garneau est inauguré en 1920, suivi par le parc Angrignon en 1926. Le retour des vétérans de la Seconde Guerre mondiale favorise la construction de nouvelles habitations.

## Attraits
Le quartier compte un des plus importants parcs urbains de Montréal : le parc Angrignon. On y retrouve une petite forêt, un lac artificiel, des terrains sportifs, une piste cyclable, un jardin communautaire, des grands espaces aménagés avec barbecues publics, plusieurs stationnements, etc. Le quartier compte plusieurs parcs et installations sportives tels que le bain Émard, le parc Ignace-Bourget (mieux connu sous le nom de parc Newman et où se situe la fameuse côte Newman. Contrairement à ce que certains résidents de Ville-Émard prétendent, il ne s'agit pas d'un volcan éteint mais bien simplement d'une colline artificielle constituée de terre de remblais. Le centre Gadbois est à proximité. 
Le quartier est desservi par trois stations du métro : Jolicoeur, Monk et Angrignon et par les circuits d'autobus 36, 37 et 78. Il est traversé et bordé des canaux de Lachine et de l'Aqueduc que longent des pistes cyclables. La Maison de la culture Marie-Uguay et la bibliothèque Marie-Uguay y sont situées, de même que l'école secondaire Honoré-Mercier. 

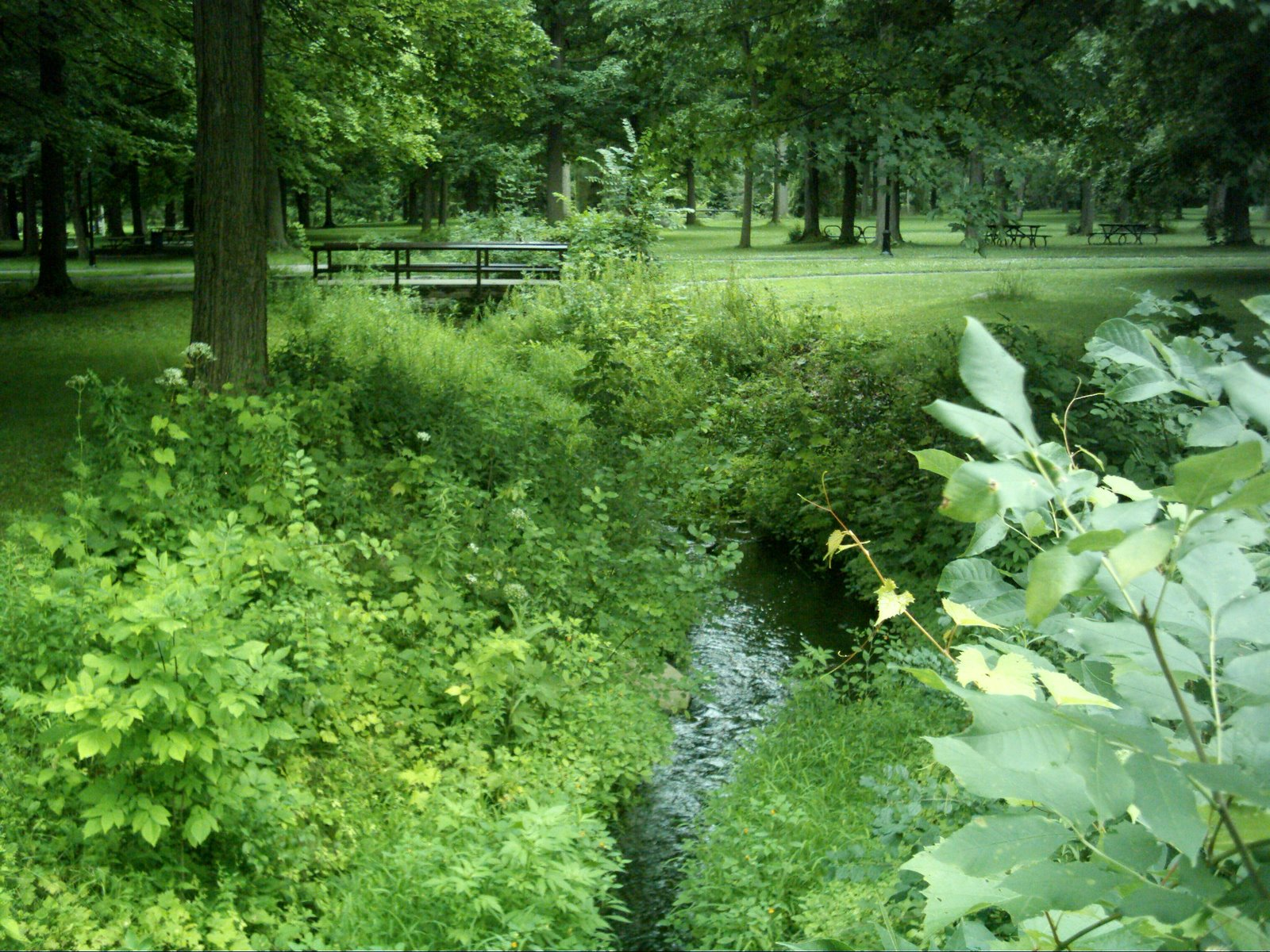
Parc Angrignon, calme
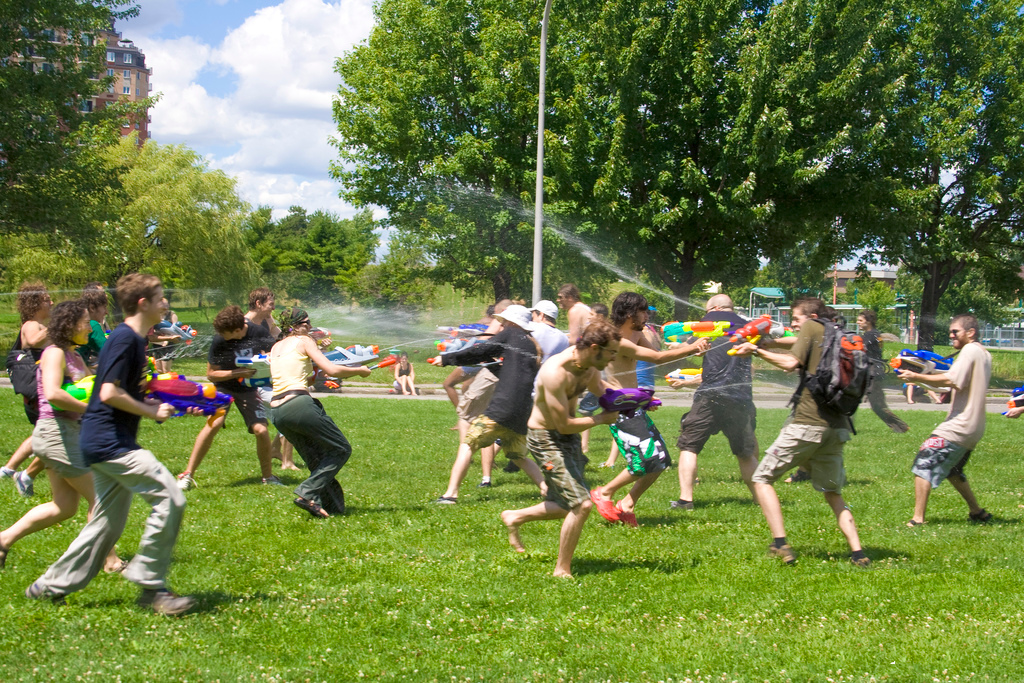
...ou pour le jeu
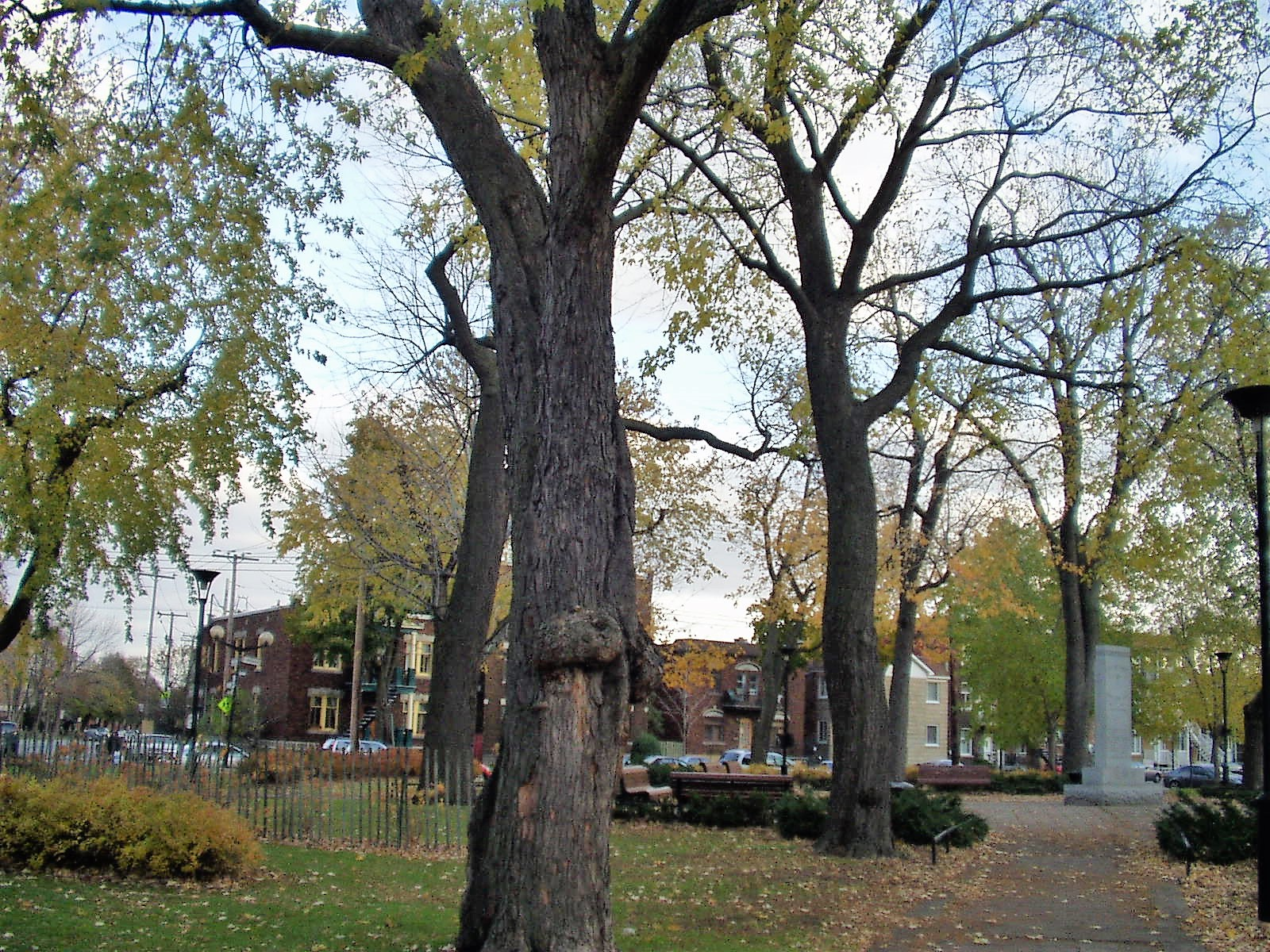
Parc du Square Garneau
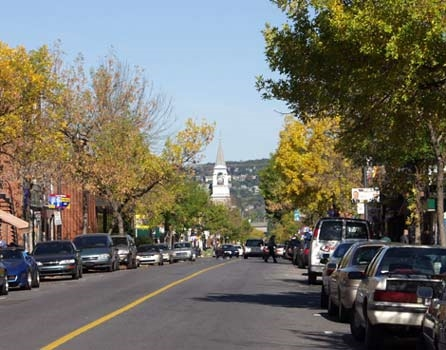
Vue nord sur le boul. Monk

Côte-Saint-Paul et Ville-Émard, comme tout le Sud-Ouest, connaissent un renouvellement depuis quelques années. Le pont du boulevard Monk, ouvert en 2002, a désenclavé le quartier Ville-Émard en reliant l'artère commerciale Monk avec la rue Notre-Dame. Également depuis 2002, le canal de Lachine est rouvert à la navigation de plaisance. Il devient de plus en plus un lieu propice aux activités sportives. Ses abords ont connu depuis quelques années une nette amélioration due à la construction et à la reconversion d'anciens bâtiments industriels en condominiums.

## Personnalités
- Maurice Vachon (14 septembre 1929 - 21 novembre 2013), lutteur professionnel
- Mario Lemieux, joueur de hockey sur glace, y a vu le jour le 5 octobre 1965.
- Marie Uguay (22 avril 1955 - 26 octobre 1981), poétesse y a vu le jour et a donné son nom à la bibliothèque et la maison de la culture du quartier.
- Albert Millaire, acteur et homme de théâtre
- Alain Lefèvre, pianiste classique, né à Émard et fier de le dire. Il a été reçu Chevalier de l'ordre national du Québec le 16 juin 2009
- Marina Orsini, actrice (cinéma et télévision)
- Robin Philpot, journaliste, essayiste québécois
- Patrick Traverse, joueur de hockey de la LNH
- Edgar Fruitier, acteur, animateur radio (SRC) et grand amateur de musique classique
- Bianca Gervais, actrice (cinéma et télévision)
- Gilles Groulx (1931 - 1994), cinéaste, né à Ville Émard
- Gilles Cuillerier, gestionnaire et intervenant dans le milieu de la toxicomanie
- Louis Valois, bassiste pour le groupe Harmonium.
- Claude Ryan, journaliste et homme politique.
- Korine Côté, humoriste.

L'éditeur québécois Alain Stanké a aussi passé son enfance à Ville-Émard.